# Ramon Menezes
Ramon Menezes Hubner (sinh ngày 30 tháng 6 năm 1972), hay Ramon, là một cựu cầu thủ bóng đá Brasil chơi ở vị trí tiền vệ hoặc tiền đạo, hiện làm công tác huấn luyện viên của đội tuyển U20 Brasil và là huấn luyện viên tạm quyền của đội tuyển quốc gia Brasil.

## Thống kê sự nghiệp
| Đội tuyển bóng đá Brasil | Đội tuyển bóng đá Brasil | Đội tuyển bóng đá Brasil |
| Năm                      | Trận                     | Bàn                      |
| ------------------------ | ------------------------ | ------------------------ |
| 2001                     | 5                        | 1                        |
| Tổng cộng                | 5                        | 1                        |